# Георгій Іванов (космонавт)
Георгій Іванов Іванов (справж. прізвище Какалов, болг. Георги Иванов Иванов (Какалов); (2 липня 1940 , Ловеч )) — перший болгарський космонавт. Генерал-лейтенант (2004). Герой Радянського Союзу. Кавалер ордена Леніна і медалі «Золота Зірка» (1979). Герой Народної Республіки Болгарія, кавалер ордена Георгія Димитрова (1979), кандидат фізичних наук (1984).

## Біографія
У 1964 році закінчив Вище народне військово-повітряне училище імені Георгія Бенковського, отримавши звання лейтенанта, після чого служив пілотом-інструктором в училищі. З 1968 по 1975 рік служив командиром ескадрильї ППО. З 1975 року по 1978 рік служив командиром винищувальної ескадрильї (льотчик-винищувач першого класу).
У 1977 році брав участь у відборі кандидатів від Болгарії для радянсько-болгарської космічного польоту за програмою «Інтеркосмос». У січні 1978 року був направлений разом з ще трьома представниками НРБ для одержання остаточного висновку Головної медичної комісії в СРСР. Пізніше був відібраний як один із двох кандидатів від Болгарії для підготовки до космічного польоту. З березня 1978 року проходив загальнокосмічну підготовку в Центрі підготовки космонавтів (ЦПК) імені Ю. А. Гагаріна.
Після здійснення космічного польоту продовжив нести військову службу, був інспектором ВПС Болгарії. Обирався до Великих народних зборів Республіки Болгарія. На початку 1990-х рр. брав участь у створенні приватної авіакомпанії «Ейр Софія», був керуючим директором.

## Космічний політ

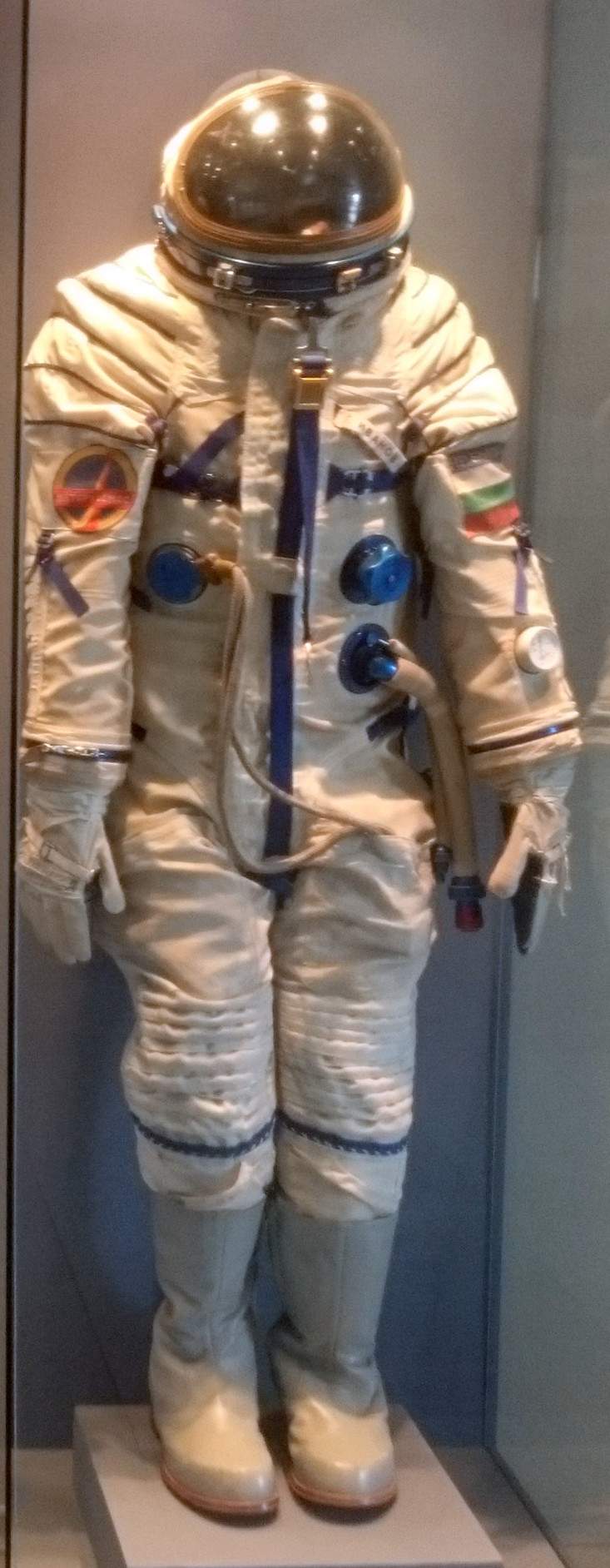
Космічний костюм Георгія Іванова в музеї авіації у Пловдиві

Для здійснення спільного радянсько-болгарської космічного польоту за програмою «Інтеркосмос» були відібрані два претенденти — Александр Александров і Георгій Какалов. Призначення до складу основного екіпажу космічного корабля «Союз-33» отримав Какалов. Але за наполяганням радянської сторони через неблагозвучність взяв прізвище Іванов. Командиром корабля став радянський космонавт Микола Рукавишніков, для якого цей політ став третім у кар'єрі. Запуск відбувся 10 квітня 1979 року.. Заплановане стикування зі станцією «Салют-6» зірвалося через поломки в двигуні корабля. Було прийнято рішення про повернення. При аварійному спуску на Землю, відчуваючи багаторазові перевантаження (до 10 g), на 31-му витку 12 квітня екіпаж приземлився за 320 км на південний схід від міста Джезказган. Тривалість польоту склала 1 добу 23 години 1 хвилину. 13 квітня 1979 року Іванову Георгію було присвоєно звання Героя Радянського Союзу.
У 1986 році Георгій Іванов також був кандидатом на політ, але не пройшов відбір.

## Нагороди
- Звання «Герой Народної Республіки Болгарія» та орден «Георгій Димитров» (1979).
- Звання «Герой Радянського Союзу» та орден Леніна (1979).
- Орден «Стара Планина», першого ступеня, з мечами (2004).
- Звання «Почесний громадянин Ловеча» від 29 квітня 1979 р. за політ на космічному кораблі «Союз 33».
- Медаль «За заслуги в освоєнні космосу» (12 квітня 2011 року, Росія) — за великий внесок у розвиток міжнародного співробітництва в галузі пілотованої космонавтики[6].

## Особисте життя
Двічі був одружений. У першому шлюбі (з Наталією Русановою) народилася донька Ані (нар. 1967). Розлучилися у 1982 році. Вдруге одружився Георгій з Лідією. Народився син Іван (нар. 1984).
Його  хобі — катання на лижах, риболовля та гольф.
Георгій Іванов є членом АСЕ — Асоціації космічних дослідників. Він заснував Фонд «Майбутнє у космосі».